# Château de Rindown
Le château de Rindown, dit également de Rindoon est un château médiéval en ruine, surplombant le lac Lough Ree dans le comté de Roscommon en Irlande.

## Description géographique
Les ruines de ce château se trouvent au centre de la péninsule de Rindown et du bois de Saint-Jean, sur la côte Ouest du Lac Lough Ree. On appelle également ce endroit Warren Loop. Le village le plus proche étant Lecarrow (en).

## Histoire

### Contexte
Ce château a été construit en 1227 dans le contexte de l'invasion normande de l'Irlande, initiée en 1169. La tentative de conquête du royaume de Connaught débutant avec Jean de Courcy (seigneur d'Ulster) en 1188, stoppé à Kilmackduagh par le roi du Connacht, Cathal Carrach. Ce dernier le poursuivit jusqu'à Rindown, d'où les Normands ne purent s'échapper et où ils furent entièrement défaits. Le site était déjà connu pour avoir abrité la flotte du dernier Haut roi d'Irlande, Ruaidri Ua Conchobair pendant l'hiver 1156 et il se pourrait que l'un des ringforts établis par Turgesius au IXe siècle ait été à cet endroit.
La rivière Shannon représentait alors la frontière entre les deux parties, et Jean sans Terre entreprit de faire fortifier la zone au Sud du lac Lough Ree. Il exigea d'abord qu'Hugues de Lacy cède Limerick, conquise en 1195, au justiciar d'Irlande, Jean de Gray, et alloua en 1210 une forte somme pour la construction du château du Roi Jean et de trois châteaux supplémentaires dans le Connaught. Finalement, seuls deux d'entre eux furent construits à cette période: Athlone qui ne fut achevé qu'en 1221, et Clonmacnoise.
Une deuxième invasion fut tentée cette année-là. Menée à partir de deux fronts, une armée provenant du Meath et du Leinster, la seconde arrivant du Munster au Sud, mais elle engendra l'alliance des rois irlandais du Nord sous la bannière d'Aodh Méith, roi de Tir Éogain, et se solda par un nouvel échec.
À partir de 1221, Walter de Lacy (en), comte de Meath, tenta de fortifier Lanesborough au Nord du Lough Ree, mais le roi Cathal Crobderg († 1224) l'en délogea et fit de même dans le royaume de Breifne plus au Nord.
Il aura fallu attendre 1224, et le décès de ce roi du Connacht, pour qu'Henri III d'Angleterre accorde à son héritier Áed mac Cathail Ua Conchobair ce que l'on appelle le rough third of Connaught, autrement dit le royaume de Breifne, territoire qui semble correspondre aux actuels comtés de Cavan et Leitrim, et permettre entre autres la construction du château de Rindown. Richard de Bourg, alors sénéchal du Munster, revendiquait les droits sur le Connacht, d'une part pour avoir prêté main-forte à Cathal Crobderg pour accéder au trône, d'autre part car il les tenait de son père, Guillaume de Bourg († 1206) même si celui-ci n'avait pas réussi à les conquérir.
C'est dans ces circonstances que la seigneurie de Connaught voit le jour en 1235, les Normands réussissant à s'emparer du royaume, affaibli par les conflits successoraux qui opposèrent les héritiers de Cathal Crobderg et par l'assassinat d'Áed mac Cathail en 1228.

### Le château
Ce château est mentionné pour la première fois en 1227 lorsqu'il fut confié à la garde de Phillip de Angulo, Baron de Navan (en). Il faisait partie, avec celui d'Athlone (en), des châteaux qui protégeaient les cinq baronnies qui appartenaient au roi d'Angleterre (et seigneur d'Irlande) dans le Connaught.
En 1236, le roi Felim mac Cathal Crobderg Ua Conchobair détruisit le château de Meelick (en) plus au sud, et remonta, encouragé par son succès, sur le château de Rindown, saccageant au passage la ville qui venait de s'implanter à proximité. Mais son armée, plus intéressée par les troupeaux qui pâturaient autour, n’assiégea pas le château.
La ville semble avoir connu un certain essor, comme l'attestent les comptes de l'Exchequer où elle est mentionnée (1241, 1259), mais l'entretien et la réparation du château ont été négligés au profit de la construction d'un pont à Athlone durant la période 1235-1256.
En 1271, le roi Áed, fils de Felim réussit à faire tomber Rindown et le château à peine achevé de Roscommon, brûlant également la ville d'Athlone. En 1273, la ville et les terres alentour étant complètement abandonnées, Geoffroy de Geneville, alors Justiciar d'Irlande, s’efforça de réparer le château de repeupler le secteur, et à partir de 1285 la ville avait retrouvé une certaine prospérité.
En 1277, le conflit n'était pas apaisé et le château, la ville ainsi qu'un pont, nécessitèrent la somme de 3200 livres pour être réparés. Puis vers 1284/85, on fit même appel à William Prene, le charpentier du roi Édouard Ier d'Angleterre.
Entre 1294 et 1296, la situation était telle qu'aucun revenu ne fut tiré des terres de Rindown, comme ce fut déjà le cas entre 1286 et 1289. Outre la pression des Irlandais, la concurrence entre les barons normands battait son plein, comme lorsque John Fitzthomas Fitzgerald, qui avait la garde de Rindown, emprisonna Richard le Comte Rouge, comte d'Ulster à la fin de l'année 1294. Mais il fut contraint cinq ans plus tard d'abandonner ses possessions au profit du nouveau seigneur du Connaught, Geoffroy de Geneville, alors responsable d'Athlone, qui entreprit de construire deux barques permettant d'approvisionner Rindown à partir du lac Lough ree. Toujours durant cette période, une évasion massive de prisonniers s'est produite alors que le château était sous la responsabilité de Walter de Ivethorn. Parmi ces prisonniers figurait l'un des fils du roi Aedh Ó Conchobair.
Lorsqu'Édouard Bruce décide d'envahir l'Irlande en 1315, il obtint le soutien de Fedlim Ó Conchobair, roi du Connaught, et Athlone et Rindown furent de nouveau brulés.
Le Comte Rouge ordonna de le reconstruire dès 1318, mais il fut de nouveau détruit en 1321 par les O'Reillys et les O'Naghlans. Les murs furent rebâtis une nouvelle fois en 1321 par Robert de Kendall, mais la ville demeura à l'abandon et il ne semble pas que celle-ci ait été recolonisée.
Le dernier seigneur responsable de ce château fut John de Fountayns, jusqu'à la reconquête de ce territoire par les Irlandais entre 1340 et 1342, époque où le château semble avoir été définitivement abandonné. Mais le prieuré qui jouxtait le château semble s'être maintenu, car il est mentionné dans des lettres papales du XVe siècle.

### Connétables de Rindown
Les connétables ((en) Constables, Keepers) responsables de ce château, au nom de la seigneurie d'Irlande et plus particulièrement de la baronnie (en) de Roscommon, furent:
| Nom                                                                                           | Période                 | Nom                                                                           | Période                     |
| --------------------------------------------------------------------------------------------- | ----------------------- | ----------------------------------------------------------------------------- | --------------------------- |
| Phillip de Angelo, Baron de Navan (en) (+ un fief dans la baronnie de Roscommon)              | 1227 - ?                | John de Fresingfeld                                                           | nov. 1299 - jan. 1301       |
| Pierre de Rivaux, Chancelier du Poitou en 1223, seigneur des 5 baronnies royales du Connaught | 1232 - 1234             | William Carlioun                                                              | jan. 1301 - oct. 1301       |
| Robert de Capella, seigneur de Straffan (comté de Kildare)                                    | c. 1245                 | Walter Wogan                                                                  | 1301 - oct. 1302            |
| James de Bermingham,                                                                          | ? - 1272                | Richard de Exeter (en), († 1327) shérif du comté de Roscommon en 1292 et 1301 | 1302 - 1306                 |
| William Fitz Roger, Prieur hospitalier de Kilmainham                                          | 1274                    | John Wogan, Justiciar (en) d'Irlande (1295 - 1313)                            | 1306 - sept. 1309           |
| John Tuyt,                                                                                    | sept. 1274 - mai 1275   | Hugh de Lacy, († c. 1330)                                                     | 1309 - 1310                 |
| John Mape,                                                                                    | 1275 - 1279 1281 - 1282 | Richard de Bourg, comte d'Ulster et seigneur de Connaught                     | 1310 - 1315                 |
| Henry Mape ?, Incertain, connétable du château d'Athlone à cette période ou Adam de Valle ?   | 1280 - 1281             | Henry Mape, († 1336)                                                          | 1320 - 1323 1324 - jui.1326 |
| Richard de Feypo, seigneur de Skreen (comté de Meath).                                        | 1280                    | William Fitzdavid de Burgh                                                    | 1323 - mar. 1324            |
| Richard de Exeter (en), († 1287)                                                              | 1282 - 1284             | Richard Fitzsimon Fitzricher                                                  | sep. 1326 - sep. 1327       |
| Maurice Scurlag,                                                                              | 1285                    | Richard de Tuyt                                                               | sept. 1327 - 1328           |
| John de Clifford,                                                                             | 1292                    | Alexander de Bykenore, archevêque de Dublin.                                  | 1329                        |
| John Fitzthomas Fitzgerald, seigneur de la baronnie d'Offaly.                                 | 1294 - 1296             | Walter de Verdun                                                              | 1329 - 1330                 |
| Walter de Ivethorn,                                                                           | 1296 - 1298             | John de Dufford                                                               | 1331 - 1332                 |
| Richard Symond,                                                                               | 1298 - mai 1299         | Richard Fitzricher                                                            | mai 1332 - fév. 1334        |
| Walter le Poer,                                                                               | mai 1299 - août 1299    | John de Fountayns                                                             | fév. 1334 - 1341            |

### Le prieuré Saint-Jean-Baptiste
Ce prieuré (Hospice) qui se trouvait au sud de la forteresse, et dont il ne reste rien, a fait l'objet de nombreuses discussions quant à son origine. Seul l'emplacement de l'église dont on ne connait pas le vocable est connu.,
Il semble avoir été fondé avant 1216 à l'époque de Jean sans Terre alors que la construction du château n'a été entreprise qu'à partir de 1227,,. Pour la plupart des auteurs actuels, il s'agit d'une donation faite à l'ordre des Fratres Cruciferi (en) et non aux Hospitaliers. Une des rares mentions de cet ordre militaire à Rindown étant la présence du prieur hospitalier de Kilmainham en 1274, et un ouvrage publié en 1961 en rapport avec l'historien Aubrey Gwynn, qui indique que le prieur hospitalier d'Irlande se trouvait à Rindown entre 1285 et 1290.
Mais au début du XIVe siècle, c'est à ce prieuré que fut dévolu la commanderie templière de Loghnehely et non à l'ordre de Saint-Jean de Jérusalem comme le stipulait pourtant la bulle Ad Providam concernant la dévolution des biens de l'ordre du Temple.
L'ordre des Fratres Cruciferi étant un ordre hospitalier, il y a eu de nombreuses confusions entre les deux ordres, d'autant plus que certaines lettres papales du XVe siècle mentionnent à tort les hospitaliers de Saint-Jean de Jérusalem notamment en ce qui concerne les prieurés de Newton (Trim), Kilkenny West et Rindown. Ceux-ci étaient de surcroît sous le vocable de Saint-Jean-Baptiste.